# Vue de Venise
Pour les articles homonymes, voir Vue de Venise (Dagnan-Bouveret).
Vue de Venise ou Vue de Venise à vol d'oiseau, également connue sous le nom de Carte de' Barbari, est une gravure sur bois monumentale montrant une vue à vol d'oiseau de la ville de Venise depuis le sud-ouest, œuvre sans équivalent dans l'histoire de la gravure du début du XVIe siècle du fait de ses dimensions monumentales, conçue de 1498 à 1500 par Jacopo de' Barbari, et publiée à la fin de 1500 par l'éditeur de Nuremberg installé à Venise Anton Kolb 
L'estampe est l'une des premières grandes vues de paysage urbain à vol d'oiseau et peut avoir été inspirée par les vues de Florence de Francesco Rosselli dans les années 1480. Il s'agit peut-être de la plus ancienne vue d'ensemble de Venise : les vues antérieures de Leon Battista Alberti et Iacopo Bellini sont perdues. La British Library cite un article de l'historien de l'art Martin Kemp datant de 1991 dans lequel il dit que c'est « une réalisation d'un contrôle visuel et intellectuel étonnant ».

## Histoire
La Vue de Venise, première œuvre connue de Jacopo de' Barbari, est le fruit de la collaboration entre l'artiste et Anton Kolb, un marchand originaire de Nuremberg installé à Venise, qui évolue dans le cercle des imprimeurs les plus influents de la cité germanique : en 1499, Kolb travaille pour Anton Koberger, le parrain de d'Albrecht Dürer, qui le charge de commercialiser, à Venise, sa Chronique de Nuremberg.

## Description

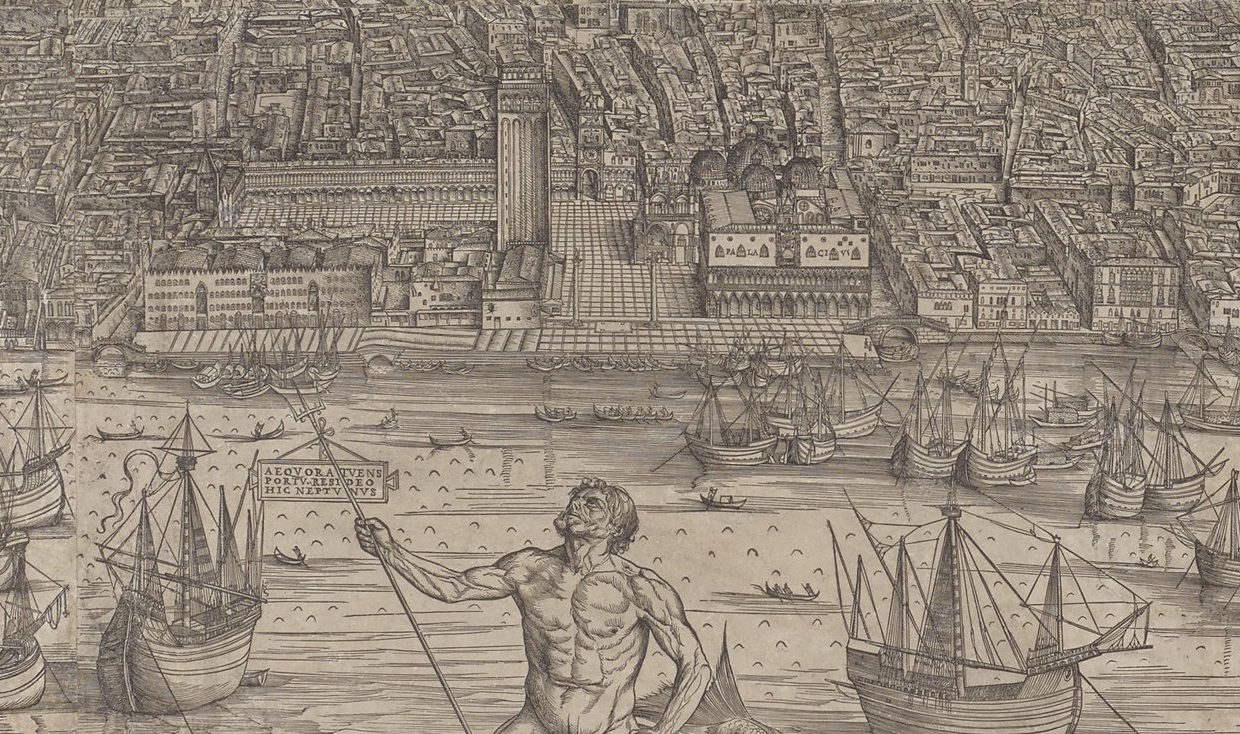
Détail de la place Sain-Marc et de ses environs, première version, Minneapolis Institute of Art.

La gravure montre Venise et les îles environnantes de la lagune, y compris Burano, Giudecca, Mazzorbo, Murano et Torcello. Les Alpes au nord bordent l'horizon le long du bord supérieur. Les noms de certains lieux et bâtiments sont imprimés. La gravure montre l'emplacement des églises vénitiennes et d'autres bâtiments, dont 103 clochers
La ville est représentée sous une forme réaliste, comme une vue de paysage topographique, avec les grands bâtiments ou ceux importants généralement représentés à la même échelle que les bâtiments plus petits ou moins importants. Les bâtiments et le plan des rues sont simplifiés dans certaines zones ; les hauteurs de nombreux bâtiments sont exagérées, pour rendre les tours plus hautes qu'elles ne devraient l'être proportionnellement à leur longueur ou leur largeur : ainsi, par exemple, le Palais des Doges est représenté environ 50 % plus haut par rapport à sa largeur[.
L'apparente précision de la gravure a conduit certains commentateurs à suggérer qu'elle pourrait être basée sur une enquête au sol, peut-être avec des relevés depuis les clochers de la ville, mais l'analyse de Juergen Schulz en 1978 suggère que ce n'est pas tout à fait correct. Selon lui, de' Barbari semble plutôt avoir commencé son dessin du côté droit (est), peut-être en se basant sur des plans utilisés pour l'entretien des canaux, et progressivement a compressé et déformé l'échelle alors qu'il manquait d'espace en allant vers le bord gauche (ouest). L'historienne de l'art Deborah Howard pense que la production de l'œuvre a pris trois ans et a coûté si cher que la déformation n'est pas un accident, et que la disposition de la ville dans la gravure sur bois a été délibérément déformée dans le but iconographique de donner à Venise une forme semblable à celle d'un dauphin, avec sa tête arrondie à gauche et sa queue à droite. Elle note la représentation en forme de dauphin du contour de la ville dans des cartes réalisées jusqu'au XIXe siècle, faisant écho à la gravure de de' Barbari.

## Analyse
La Vue de Venise s'inscrit dans une certaine tradition des représentations urbaines gravées sur bois, notamment celles d'Erhard Reuwich publiées à Mayence en 1486 dans le récit de voyage de Bernhard von Breydenbach, Peregrinatio in Terram Sanctam, et celles de Michael Wolgemut parues dans La Chronique de Nuremberg en 1493. Cependant, l'œuvre se détache radicalement de ces vues antérieures, tant par l'exactitude des informations topographiques qu'elle contient que par son point de vue à vol d'oiseau, qui place le spectateur au-dessus des nuages, dans une position quasi divine lui permettant d'embrasser l'ensemble du territoire de la Sérénissime république de Venise, depuis la terre ferme jusqu'au pied des Alpes.
L'estampe de Jacopo est une œuvre de la Haute Renaissance avec des éléments détaillés comparé à celle de Florence de Rosselli.

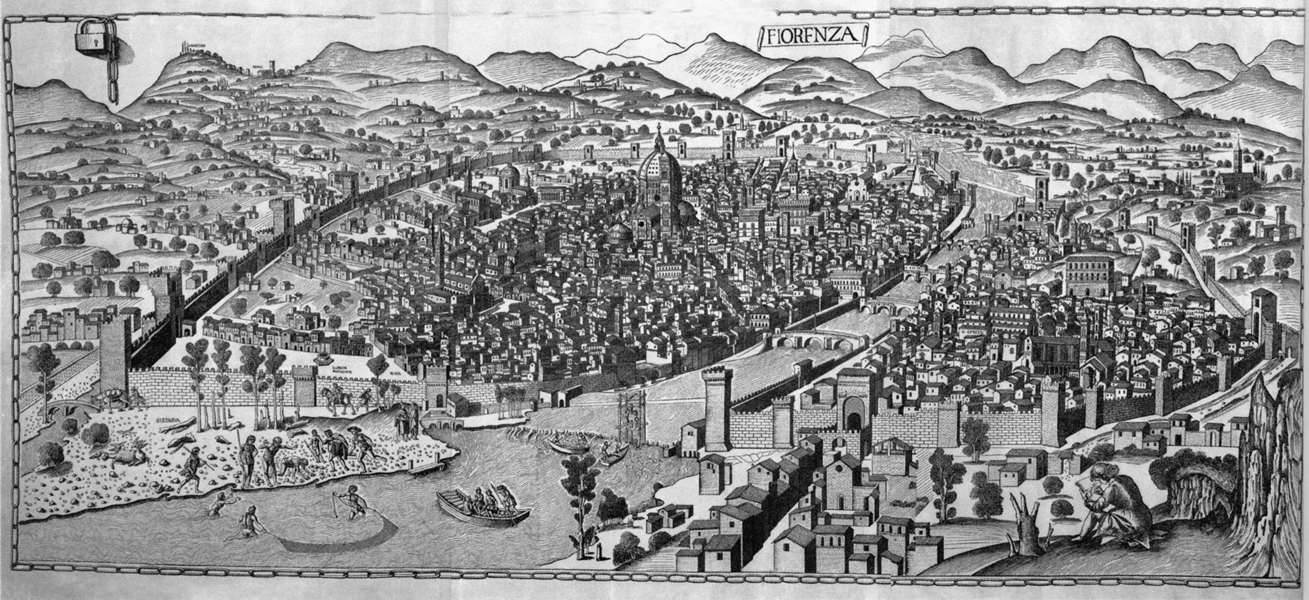
Vue de Florence par Francesco Rosselli, années 1480.
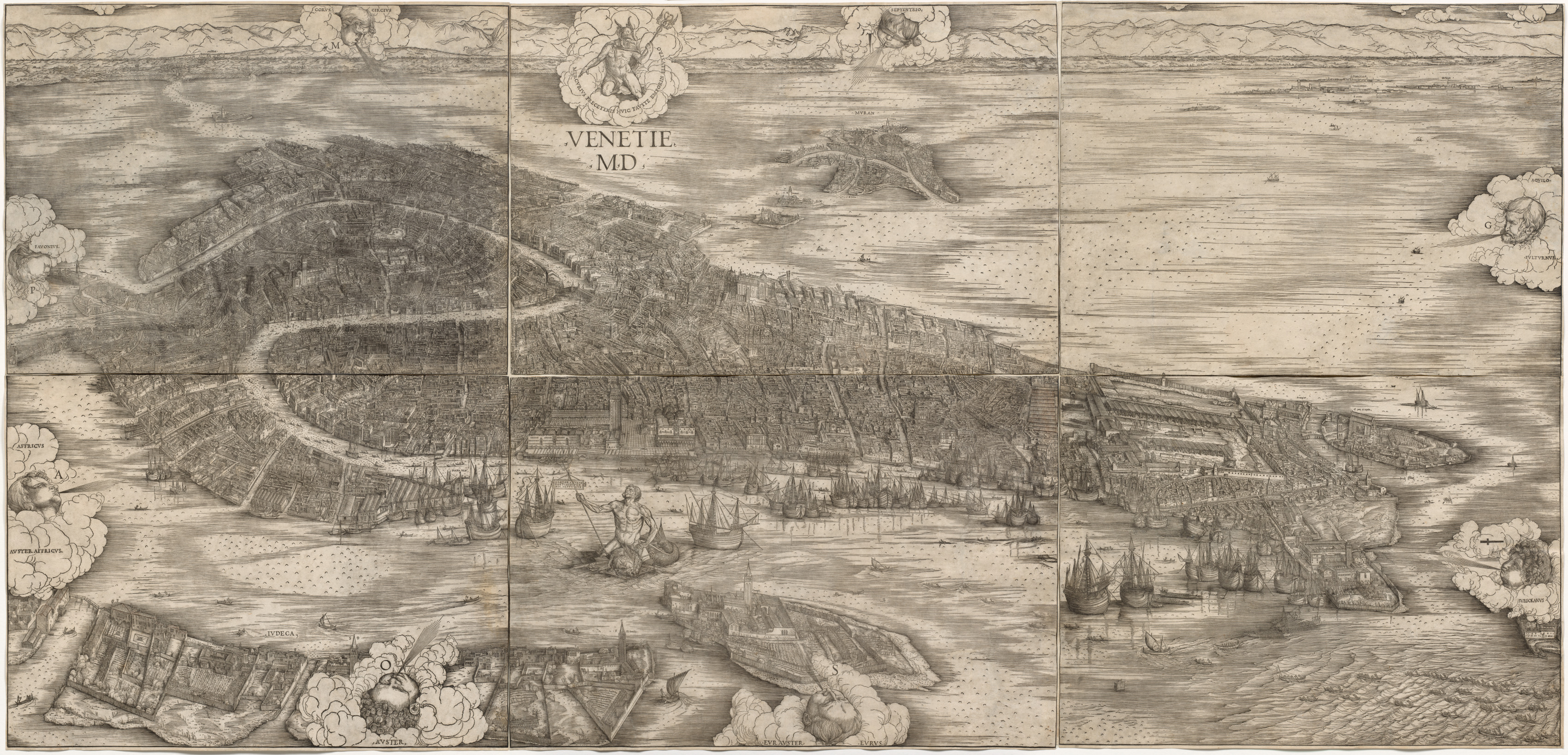
Vue de Venise, première version, 1500, Cleveland Museum of Art.

## Vents et divinités
Autour du bord se trouvent huit personnifications de vents, deux de chaque côté, indiquées avec les noms des douze vents de la rose des vents classique ou Anemoi, soit dans le sens des aiguilles d'une montre à partir du haut, Septentrio (T), Aquilo et Fulturnus (G), Subsolanus (croix), Eurus et Eurauster (S), Auster (O), Auster Affricus et Affricus (A), Favonius (P), Corus et Circius (M). Les lettres font référence aux appellations traditionnelles de la rose des vents : Tramontane au nord, Grec au nord-est, Levant à l'est, Sirocco au sud-est, Marin au sud, Libeccio au sud-ouest, Ponant à l'ouest, et Maestro (Mistral) au nord-ouest. Les positions de chaque vent sont davantage déterminées par des considérations artistiques que par la véritable orientation de la ville dans l'image.
En haut de l'estampe se trouve une représentation de Mercure, le dieu romain du commerce, avec l'inscription en latin « MERCVRIVS PRECETERIS HVIC FAVSTE EMPORIIS ILLVSTRO » (« Moi Mercure brille favorablement sur celui-ci au-dessus de tous les autres emporia »). Neptune, dieu romain des mers, avec un trident, chevauche un dauphin dans le port, avec l'inscription « AEQVORA TVENS PORTV RESIDEO HIC NEPTVNVS » ( « Je Neptune réside ici, lissant les eaux du port »). Le titre latin, « VENETI[A]E », est donné en utilisant le cas locatif, localisant spécifiquement l'image avec les dieux « À Venise » ou « Dans Venise ». Les deux dieux sont légèrement décalés par rapport au centre de la gravure pour se trouver de chaque côté et souligner la zone importante du Rialto à la place Saint-Marc. Leur présence concourt surtout à la glorification de la cité : Mercure est une référence évidente au rayonnement économique de la ville, aspect auquel Anton Kolb, lui-même marchand ne pouvait qu'être particulièrement sensible. Neptune évoque la suprématie maritime de la ville.

## Technique
La gravure porte le titre et la date « VENETIE MD » (« Venise 1500 ») et a été imprimé à partir de six blocs de bois conçus de 1498 à 1500 par Jacopo de' Barbari, puis publié à la fin de 1500 par l'éditeur de Nuremberg installé à Venise Anton Kolb sur six grandes feuilles de papier, chacune mesurant environ 66 cm × 99 cm , pour créer une image composite mesurant environ 135 cm × 280 cm. Les feuilles de papier individuelles sont les plus grandes produites en Europe jusqu'à cette époque.
L'œuvre finie a une échelle approximative de 1:1 250 (est-ouest) et 1:2 750 (nord-sud) et est probablement destinée à être exposée sur un mur. Des exemplaires des trois versions de l'estampe sont détenus par des collections publiques. Les six grands blocs d'impression en bois auraient été sculptés par des graveurs professionnels, d'après des dessins préparatoires réalisés par Jacopo de' Barbari. De façon tout aussi exceptionnelle, les six blocs d'origine, probablement en noyer (ou en poirier), maintenant fendus et endommagés par le ver du bois, se trouvent au musée Correr de Venise.
Le dynamisme et l'expressivité des figures divines et des sept Vents ne peut résulter que de la combinaison d'un dessin préparatoire de qualité, peut-être reporté directement sur les matrices par l'artiste, et d'une remarquable maîtrise technique du ou des graveurs.

## Paternité et publication

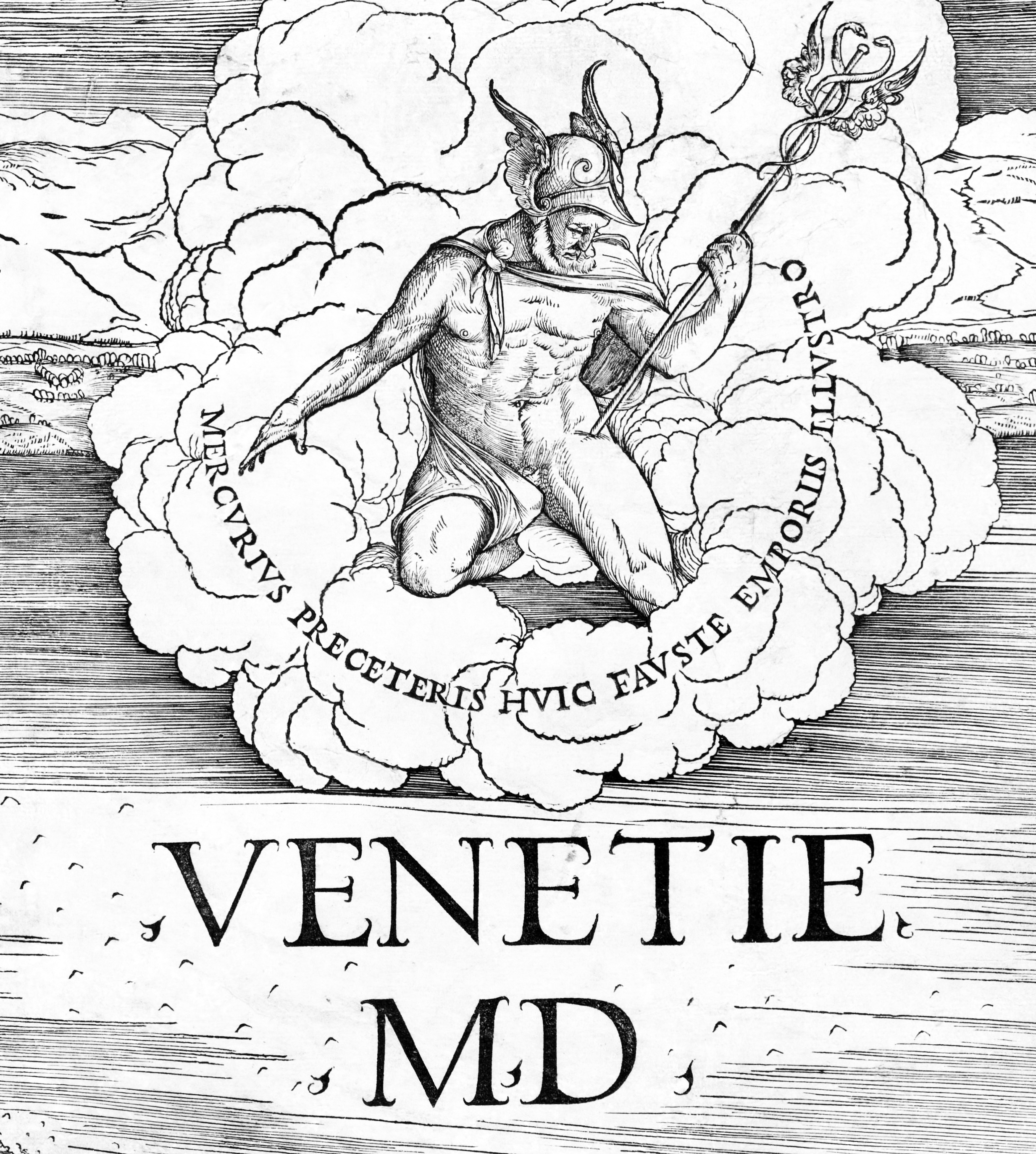
Mercure.

Le 30 octobre 1500, la Seigneurie de Venise accorde à l'éditeur Anton Kolb une exonération de droits sur l'exportation de l'estampe, ainsi que le droit exclusif de la reproduire pour les quatre années suivantes. La publication de l'estampe en octobre 1500 est mentionnée dans le journal contemporain de l'écrivain vénitien Marino Sanuto le Jeune.
Dans sa demande à la Seigneurie, Kolb déclare que l'impression a nécessité trois ans pour sa préparation, mais il ne nomme pas l'artiste. En raison de sa grande qualité, l'estampe est traditionnellement attribuée à Albrecht Dürer, mais cette attribution a été mise en doute à partir du XVIIIe siècle. La correspondance de Dürer évoque, sans plus de détails une collaboration entre Anton Kolb et un certain « maître Jacob ».
Aujourd'hui, elle est attribuée avec certitude au peintre et graveur vénitien Jacopo de' Barbari, dont les détails rappellent les maîtres allemands. Celui-ci appose l'attribut de Mercure, le caducée, sur ses cuivres, en l'occurrence, sur la gravure, porté par Mercure trônant au-dessus de la cité. Jusqu'à ce que ses peintures soient identifiées, ses œuvres étaient attribuées au nom de convention  « Maître du caducée ». Les dieux du vent ressemblent aux visages de ses gravures. L'attribution s'appuie principalement sur des ressemblances stylistiques et techniques, notamment pour les figures de Mercure, de Neptune et des sept Vents, ainsi que sur l'association documentée avec Kolb après la publication. Entre 1500 et 1504, ils sont en effet tous deux employés par Maximilien Ier (empereur du Saint-Empire).

## Impressions

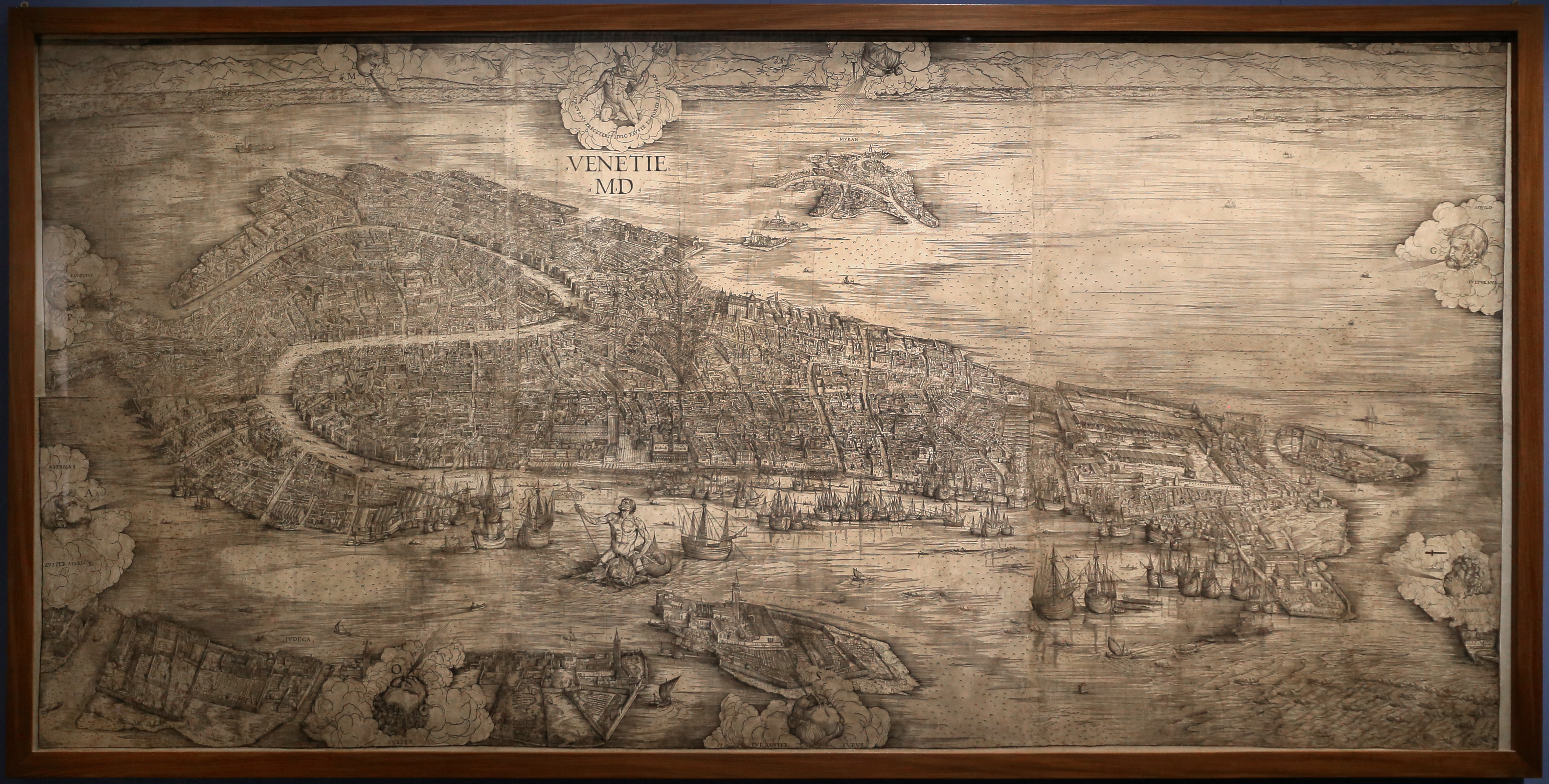
Exemplaire du musée Correr.

Pour récupérer les coûts, les tirages devaient être vendus au moins pour trois ducats, une somme considérable, comparable au salaire mensuel d'un maître peintre. Des exemplaires sont rapidement entrés dans les collections de riches collectionneurs de l'Église et des états, qui peuvent disposer d'un espace mural suffisant pour afficher l'impression composite assemblée comme prévu, collée sur un support en lin ou directement sur le mur.
Trois versions de l'impression sont connues, avec deux variantes pour la deuxième version. Environ une douzaine (différentes sources disent 11, 12 ou 13) impressions de la première version de la gravure sur bois sont connues, et un nombre similaire des deux autres versions. Le nombre inhabituellement élevé d'estampes survivantes suggère que l'œuvre a été traitée comme une œuvre d'art de valeur, plutôt que comme une image topographique de travail. La première version publiée en 1500 montre le campanile de Saint-Marc avec un toit plat temporaire après qu'il a été frappé par la foudre et a pris feu en 1489. La deuxième version est publiée vers 1514 ; elle a été modifiée pour montrer le Campanile restauré en 1511–1514 après avoir été endommagé par un tremblement de terre en 1511, et la date d'origine (MD - 1500) a été supprimée : une variante laisse un espace vide où la date est dans la première version, et une autre remplit l'espace avec des hachures horizontales. La troisième version est publiée plus tard au XVIe siècle, en ajoutant la date (MD), et avec le campanile modifié à nouveau pour montrer une version beaucoup plus grossière de la représentation à toit plat de la première version, mais en oubliant d'enlever la forme d'ange girouette ajoutée au sommet de la tour dans la feuille voisine.
En dépit des dimensions de chaque feuille d'impression, qui correspond au double de la largeur standard du folio impérial, le papier des premiers tirages est de grande qualité. Dénué de filigranes, il a sans doute été produit spécifiquement à la demande d'Anton Kolb lui-même.

## Conservation
Des exemplaires de la première version sont détenus par plusieurs collections publiques. Terisio Pignatti a répertorié les emplacements des estampes connues en 1964, et plusieurs autres ont été découvertes depuis lors
| - Version I - Kunsthalle de Hambourg (de Harzen, 1689) - Musée des Beaux-Arts (Boston) (de Kraus, 1955, don du professeur WA Roese) - Cleveland Museum of Art (depuis 1949, de la collection du Liechtenstein ) - Londres, British Museum (offert par William Mitchell en 1895) - Nuremberg, Germanisches Nationalmuseum - Paris, Bibliothèque nationale de France - Venise, Fondazione Querini Stampalia - Venise, Musée Correr (trois exemplaires) - Musée d'histoire navale de Venise - Kupferstichkabinett Berlin, Musées d'État de Berlin - Minneapolis Institute of Art (acquis en 2010 aux descendants d'André Masséna) | - Version II - Londres, British Museum ( Colnaghi, 1860) - Venise, Biblioteca Marciana - Venise, Musée Correr - Vienne, Albertina (musée) (de la Bibliothèque impériale) - Washington DC, National Gallery of Art (depuis 1950, de la collection de Lessing J. Rosenwald, de la collection du Liechtenstein ) - Los Angeles, Graphic Arts Foundation, UCLA (état IIA) - Rijksmuseum Amsterdam (état IIB) - Université du Texas à Austin (état IIB) | - Version III - Florence, collection privée - Venise, Musée Correr - Venise, collection privée - Vienne, Albertina (musée) |